# Parachremylus temporalis
Parachremylus temporalis är en stekelart som beskrevs av Sergey A. Belokobylskij 1999. Parachremylus temporalis ingår i släktet Parachremylus och familjen bracksteklar. Inga underarter finns listade i Catalogue of Life.